# Trung Hòa, Yên Mỹ
Trung Hòa là một xã thuộc huyện Yên Mỹ, tỉnh Hưng Yên, Việt Nam.

## Địa lý
Xã Trung Hòa có vị trí địa lý:
- Phía đông giáp huyện Ân Thi
- Phía tây giáp thị trấn Yên Mỹ
- Phía nam giáp xã Tân Việt và xã Lý Thường Kiệt
- Phía bắc giáp thị xã Mỹ Hào và các xã Tân Lập, Liêu Xá.

Xã Trung Hòa có diện tích 8,68 km², dân số năm 2019 là 11.979 người, mật độ dân số đạt 1.379 người/km².

## Lịch sử
Trước đây, xã Trung Hòa thuộc huyện Mỹ Văn cũ.
Ngày 24 tháng 7 năm 1999, Chính phủ ban hành Nghị định 60/1999/NĐ-CP về việc chuyển xã Trung Hòa thuộc huyện Mỹ Văn cũ về huyện Yên Mỹ mới tái lập quản lý.